# Christoph Meyns
Christoph Meyns (* 22. ledna 1962, Bad Segeberg) je německý luterský teolog a duchovní.
Od roku 2014 zastává úřad zemského biskupa Evangelicko-luterské zemské církve v Brunšvicku (Evangelisch-lutherischen Landeskirche in Braunschweig).

## Z díla
- Widerspruch – Die Kirche lebt von ihren Laien – nicht von den Bischöfen. In: Die Zeit. Nr. 45, 2009, ISSN 0044-2070.
- Kirchenreform und betriebswirtschaftliches Denken: Modelle, Erfahrungen, Alternativen. Gütersloh, Gütersloher Verlags-Haus, 2013, ISBN 978-3-579-08166-3.